# Монтеу-да-По
Монтеу-да-По (італ. Monteu da Po, п'єм. Montèu) — муніципалітет в Італії, у регіоні П'ємонт,  метрополійне місто Турин.
Монтеу-да-По розташоване на відстані близько 520 км на північний захід від Рима, 25 км на північний схід від Турина.
Населення — 898 осіб (2014).
Покровитель — Madonna del Rosario.

## Демографія
Населення за роками:

Станом на 1 січня 2023 року в муніципалітеті офіційно проживало 96 іноземців з 14 країн, серед них 65 громадян країн Євросоюзу.

## Сусідні муніципалітети
- Брузаско
- Каваньоло
- Лауріано
- Вероленго